# جاك ويلش
جون فرانسيس (بالإنجليزية: John Francis Welch) «جاك» ويلش الابن (ولد في 19 نوفمبر 1935) هو مدير تنفيذي أميركي، ومؤلف ومهندس كيميائي. كان رئيس مجلس الإدارة والرئيس التنفيذي لشركة جنرال الكتريك بين 1981 و 2001. خلال فترة عمله في شركة جنرال إلكتريك، ارتفعت قيمة الشركة بنسبة 4000%. في عام 2006 قدر صافي ثروة ويليش بنحو 720 مليون دولار. عندما تقاعد من «جنرال إلكتريك» حصل على مكافأة نهاية الخدمة بمبلغ  417 مليون دولار، وهي أكبر مكافأة من هذا النوع في التاريخ.

## النشأة والتعليم
ولد جاك ويلش في مدينة بيبودي في ولاية ماساتشوستس وهو من أصول ايرلندية وينتسب إلى الرومانية الكاثوليكية.
عمل جاك في الصيف في مهن متعددة طوال حياته المبكرة في المدارس الابتدائية المتوسطة والثانوية منها حامل أدوات الغولف وموزع صحف وبائع أحذية وعامل حفر. وارتاد ويلش ثانوية سالم ، وهناك شارك في لعبة البيسبول وكرة القدم وقاد فريق الهوكي.
وفي سنته الأخيرة، تم قبول ويلش في جامعة ماساتشوستس أمهرست، حيث درس الهندسة الكيميائية. عمل ويلش في الهندسة الكيميائية في Sunoco وPPG للصناعات خلال فترة الصيف. وفي سنته الثانية، أصبح عضوا في أخوية كابا فاي سيجما . تخرج  ويلش في عام 1957 بحصوله على درجة بكالوريوس العلوم في الهندسة الكيميائية، ورفض عروض من عدة شركات من أجل متابعة الدراسات العليا في جامعة إلينوي في أوربانا شامبين. وتخرج من جامعة إلينوي في عام 1960 بدرجتي الماجستير والدكتوراه في الهندسة الكيميائية.

## جنرال الكتريك
انضم  ويلش لجنرال الكتريك في عام 1960. حيث عمل كمهندس كيميائي مبتدئ  في بيتسفيلد، ماساتشوستس، براتب 10,500 دولار. في عام 1961، قرر ويلش الاستقالة من عمله كمهندس مبتدئ لأنه كان غير راض عن الزيادة التي عرضت عليه وكان غير راض عن البيروقراطية التي وجدها في الشركة. تم اقناع ولش بالبقاء في جنرال إلكتريك عن طريق روبن غوتوف، أحد التنفيذيين في الشركة الذي وعده بأنه سوف يعمل على خلق  جو الشركة الصغيرة التي يرغب بها جاك ولش. في عام 1963، حصل انفجار في المصنع الذي كان تحت إدارته مما أدى إلى نسف السقف ونتيجة لذلك تم فصله من عمله.
في عام 1968، أصبح ويلش نائب رئيس جنرال إلكتريك لقطاع البلاستيك، والذي كانت عملياته تصل لـ 26 مليون دولار. أشرف ويلش على الإنتاج بالإضافة إلى منتجي بلاستيك طورتهما  جنرال إلكتريك وهما لكسان  و نوريل. بعد فترة ليست طويلة، في عام 1971، أصبح ويلش أيضا نائب رئيس «جنرال إلكتريك» لقطاعي الصناعات المعدنية والكيميائية. وبحلول عام 1973، عين ويلش رئيسا للتخطيط الاستراتيجي بالشركة وشغل هذا المنصب حتى عام 1979، والذي بموجبه أصبح يعمل في المقر الرئيسي للشركة، جنبا إلى جنب كبار التنفيذيين الذي سيصبح منهم لاحقا. لم يمض وقت طويل على هذه الترقية حتى عين  نائب لرئيس قطاع المنتجات الاستهلاكية والخدمات في عام 1977، والذي استمر فيه حتى عام 1979 عندما أصبح نائب رئيس شركة جنرال إلكتريك.
في عام 1981، أصبح ويلش أصغر رئيس مجلس إدارة ورئيس تنفيذي في جنرال إلكتريك خلفا لـ ريجنالد ه. جونز. في عام 1982، فكك ويلش الكثير من الهياكل الإدارية السابقة التي وضعها جونز من قبل متخذا نموذجا بسيطا واندماجيا. وكان من أهم توجيهات القيادة الرئيسية أن تكون «جنرال إلكتريك»  رقم 1 أو رقم 2 في الصناعات التي تشارك بها.

### الرئيس التنفيذي
خلال عقد الثمانينات، سعى ويلش إلى تبسيط جنرال إلكتريك، ففي عام 1981، ألقى خطابا في مدينة نيويورك تحت عنوان «النمو السريع في وسط اقتصادي بطيء النمو». تحت قيادة  ويلش زادت القيمة السوقية لجنرال إلكتريك من 12 مليار دولار في عام 1981 إلى 280 مليار $ ، استقبلت 600 طلب استحواذ حين تحولت إلى الأسواق الناشئة. اتخذ ويلش سياسة رائدة تتيح اللارسمية في مكان العمل، والسماح لجميع الموظفين بالحصول على خبرة في الأعمال التجارية الصغيرة ضمن شركة كبيرة. عمل ويلش على القضاء على عدم الكفاءة من خلال الحد من أعمال الجرد وتفكيك البيروقراطية التي كادت أن تؤدي به إلى ترك «جنرال إلكتريك» في الماضي فأغلق المصانع والوحدات غير الفاعلة وخفض الأجور. كانت فلسفة ويلش العامة أن الشركة يجب أن تكون رقم 1 أو رقم 2 في الصناعة التي تعمل بها، وإلا تتركه تماما.
عرف عن ويلش تقديره للمفاجآت وكان يقوم بزيارات مفاجئة  لمصانع ومكاتب الشركة.كما أشاع ويلش ما عرف بسياسة  التقييم والتسريح " rank and yank" والتي ما زالت تستخدم حتى الآن من قبل بعض الشركات. ففي كل عام كان ويلش يسرح 10% من المديرين أصحاب التقييم الأدنى، بغض النظر عن الأداء العام. الأمر الذي انعكس عليه شخصيا فلحقته سمعة وحشية وقاسية. إلى جانب ذلك كان يكافئ الـ 20% من أصحاب أعلى تقييم ليحصلوا على مكافآت عالية وأسهم بالشركة. كما وسع برنامج خيارات الأسهم بالشركة على نطاق أوسع من كبار المسؤولين التنفيذيين إلى ما يقرب من ثلث الموظفين. كما عرف عن ويلش أيضا إلغائه للطبقات الإدارية التسع في التسلسل الهرمي جالبا شعورا من اللارسمية داخل الشركة.
خلال بدايات الثمانينات أطلق عليها اسم «النيوترون جاك» (في إشارة إلى القنبلة النيوترونية) لأنه كان يقضي على الموظفين تاركا المباني سليمة.  ارتكز أسلوب ويلش الإداري على مفهوم 20 – 70 – 10. فطوال فترة توليه إدارة جنرال الكتريك أغدق ويلش في صرف المكافآت على نخبة العاملين لديه الذين يمثلون 20% من القوى العاملة في الشركة، وحث الطبقة الوسطى من العاملين التي تمثل 70% على بذل المزيد من الجهد والعطاء والتخلص بقساوة من الـ 10% الذين يمثلون الطبقة الدنيا من العاملين في الشركة.
في عام 1986، استحوذت جنرال الكتريك على RCA. والتي كان يقع مقرها في مركز روكفلر؛ واتخذ ويلش مكتبا له فيها. أدى الاستحواذ على RCA إلى بيع ممتلكاتها لشركات أخرى والاحتفاظ بـ إن بي سي كجزء من محفظة «جنرال إلكتريك». وخلال التسعينيات حول ويلش نشاط جنرال إلكتريك من التصنيع إلى الخدمات المالية من خلال العديد من عمليات الاستحواذ.
تبنى ولش برنامج الجودة  ستة سيغما في أواخر عام 1995والذي كانت طورته موتورلا في السابق. في عام 1980، العام الذي يسبق تولي ويلش رئاسة «جنرال إلكتريك» كانت إيراداتها تصل لـ 26.8 مليار دولار. وبحلول عام 1999 أطلقت عليه مجلة Fortune اسم «مدير القرن».
لم يكن من المعروف حجم مكافأة نهاية خدمة جاك ويلش، ولكن GMI تقدر ذلك بمبلغ 420 مليون دولار.

### انتقادات
وفقا لمجلة بيزنيس ويك تساءل نقاد ويلش عما إذا كان الضغط الذي وضعه على الموظفين قد قادتهم إلى اتخاذ «طرق ملتوية»، والتي قد تكون ساهمت في الخلافات التي ظهرت حول تعاقدات وزارة الدفاع  ، أو شركة كيدر، بيبودي & Co. حول قضية تداول السندات في أوائل التسعينيات.
كما تلقى ولش انتقادات لعدم تعاطفه مع الطبقة الوسطى والطبقة العاملة. من خلال أفعاله خلال عمليات الاستحواذ وإغلاق محال الجملة.
كما أثبت ويلش أيضا أن الاحتفاظ فقط بالوحدات «الجيدة» من الشركات يمكنه تحقيق أقصى قدر من العائد على الاستثمار في المدى القصير. وقد ذكر ويلش أنه غير معني بالفارق المهول بين رواتب كبارالمدراء التنفيذيين ومتوسط أجر العمال. وعندما سئل عن مسألة الراتب الكبير الذي يدفع للرئيس التنفيذي،  قال ويلش إن مثل هذه الادعاءات «مخزية» وقد عارض بشدة مقترح هيئة الأوراق المالية والبورصات الأمريكية  و لوائحه التي تؤثر على أجور التنفيذيين. كما عارض الضجة حول تعويضات التنفيذيين الكبيرة  (بما في ذلك خيارات الأسهم المقدم تاريخها، والمظلات الذهبية لأصحاب الأداء المنخفض وحزم التقاعد الباذخة)، كما ذكر ويلش أن تعويض الرئيس التنفيذي يفرضه  السوق الحرة دون تدخل من الحكومة أو غيرها من أطراف خارجية.
كان مدخول وأصول ويلش تحت المجهر خلال طلاقه من زوجته الثانية، جين، في عام 2001، بعد أن كانت أدرجت تفاصيل في أوراق الطلاق عما قالت أنها فوائد تلقاها من شركة جنرال الكتريك. كما خضعت عقود ويلش مع شركة جنرال الكتريك بعد ذلك إلى التحقيق من قبل لجنة الاوراق المالية والبورصات. و كانت حزمة عرض الاحتفاظ المقدر بقيمة 2.5 مليون دولار الموقع بين ويلش و «جنرال إلكتريك» في عام 1996 يتضمن استمراره بالحصول على بعض الفوائد التي تلقاها كرئيس تنفيذي حتى بعد تقاعده بما في ذلك شقة في نيويورك وتذاكر البيسبول واستخدام طائرة خاصة و سيارة بسائق. الفوائد المتفق عليها هي بديلة لحزمة الأسهم التقليدية  لأنه كما يقول ويلش انه لا يريد المزيد من المال، وفضل بدلا من ذلك إلى الإبقاء على نمط الحياة التي كان يتمتع بها أثناء شغله منصب الرئيس التنفيذي بعد تقاعده. وفقا لمقابلة مع ولش في عام 2009، أودع الاتفاق لدى هيئة الأوراق المالية والبورصات الأمريكية.و نتيجة لتسليط وسائل الإعلام الضؤ على هذا العقد والاتهامات له «الجشع» أختار ويلش التخلي عن هذه الميزات.

## حياته اللاحقة
بعد تقاعد ويلش من جنرال إلكتريك، أصبح مستشارا لعدة شركات منها  كلايتون ، دوبلير و رايس و مستشار الرئيس التنفيذي لشركة IAC، باري ديلر. إللى جانب أدواره الاستشارية، نشط ويلش في الخطابات العامة وشارك في كتابة العمود الشهير في  بيزنيس ويك  مع زوجته سوزي، لمدة أربع سنوات حتى تشرين الثاني / نوفمبر 2009. وكان العمود يعاد نشره في صحيفة نيويورك تايمز.
في عام 2005 نشر كتابه الشهير الفوز بمشاركة زوجته سوزي، والذي وصل للمرتبة الأولى في قائمة  وول ستريت جورنال لأكثر الكتب مبيعا ، ثم ظهرت في قائمة  صحيفة نيويورك تايمز لأكثر الكتب مبيعا أيضا 
في 25 يناير 2006، ويلش أعطى اسمه لكلية الأعمال بجامعة Sacred Heart University لتصبح باسم كلية «جون إف ويلش للأعمال». منذ أيلول / سبتمبر 2006، قام ويلش بالتدريس في معهد ماساتشوستس للتكنولوجيا كلية سلون للإدارة لمجموعة مختارة من 30 من طلاب ماجستير إدارة الأعمال تتوفر لديهم خبرة واهتمام عالي بالقيادة.

## حياته الشخصية
لدى ويلش أربعة أبناء من زوجته الأولى، كارولين. الذي انفصل منها وديا في نيسان / أبريل 1987 بعد 28 عاما من الزواج. أما زوجته الثانية، جين بيسلي، فقد كانت في السابق محامية متخصصة بقضايا عمليات الاندماج و الاستحواذ وتزوجت ويلش في نيسان / أبريل 1989، ولكنهما انفصلا في عام 2003. ولأن ويلش كان قد وضع اتفاق ما قبل الزواج، أصرت بيسلي على انفاذ شرط العشر السنوات الواردة فيه، وبالتالي كانت قادرة على ترك الزواج بتعويض يصل لحوالي 180 مليون دولار.
سوزي وتلاوفر هي الزوجة الثالثة لويلش والتي شاركت في تأليف كتابه الفوز . عملت لفترة وجيزة كرئيس التحرير في "هارفارد بيزنس ريفيو". عندما كانت زوجته في ذلك الوقت جين بيسلي، التي اكتشفت وجود علاقة بين ويلش ووتلاوفر وقامت بإبلاغ المجلة مما اضطر ويتلاوفر لتقديم استقالتها في مطلع عام 2002 بعد اعترافها بحدوث العلاقة أثناء تجهيزها لمقابلة صحفية معه.
منذ كانون الثاني / يناير 2012، يكتب الزوجان كل أسبوعين عمودا لرويترز وفورتشن، استمر حتى تشرين الأول / أكتوبر 9، 2012، بعد نشره مقال حساس عن عمله في جنرال اليكتريك  نشرته فورتشن.

## وصلات خارجية
- jackwelch.strayer.edu، الموقع الرسمي لمعهد جاك ويلش للإدارة
- جاك ويلش على موقع IMDb (الإنجليزية)
- جاك ويلش على موقع مونزينجر (الألمانية)
- جاك ويلش على موقع ميوزك برينز (الإنجليزية)
- جاك ويلش على موقع إن إن دي بي (الإنجليزية)
- جاك ويلش على موقع قاعدة بيانات الفيلم (الإنجليزية)
- مرات الظهور على سي-سبان